# Suctobelbella kantoensis
Suctobelbella kantoensis är en kvalsterart som beskrevs av Chinone 2003. Suctobelbella kantoensis ingår i släktet Suctobelbella och familjen Suctobelbidae. Inga underarter finns listade i Catalogue of Life.